# Бадоева, Жанна Осиповна
Жа́нна Иосифовна (О́сиповна) Бадо́ева (укр. Жанна Йосипівна Бадоєва; в девичестве — Долгопольская; род. 18 марта 1976, Мажейкяй, Литовская ССР, СССР) — телеведущая и режиссёр. Наиболее известна как ведущая программ о путешествиях «Орёл и решка» и «Жизнь других».

## Биография
Жанна родилась в литовском городе Мажейкяй. Семья была музыкальной: бабушка играла на фортепиано, отец Иосиф Борисович Долгопольский (род. 1948) играл на барабанах в джазовом коллективе. В начале 1990-х годов семья переехала в Киев. Родители Жанны были инженерами, по их желанию она поступила в строительный техникум и окончила его. Затем собралась поступить в Киевский национальный университет театра, кино и телевидения имени И. К. Карпенко-Карого на актёрский факультет, но не подошла по возрасту. Окончила там режиссёрский факультет и затем работала в одном из киевских вузов.

### Карьера на телевидении
Бадоева стала первой женщиной в шоу Comedy Club U.A., также принимала участие в создании телепроектов «Танцую для тебя» на «1+1», «Суперзвезда», «Шарманка», «Лялечка». Преподавала актёрское мастерство в Школе кино и телевидения при Университете культуры.
В 2011 году супругами Евгением и Еленой Синельниковыми, а также Нателлой Крапивиной, был придуман формат программы «Орёл и решка» на телеканале «Интер», где Бадоева стала ведущей вместе со своим мужем Аланом Бадоевым. В 2012 году, после третьего сезона, она ушла из проекта; её заменила Леся Никитюк. 8 февраля 2015 года начался показ юбилейного, 10-го сезона передачи «Орёл и решка», в котором Жанна Бадоева приняла участие вместе с другими коллегами по шоу. В ноябре 2017 года стало известно, что Бадоева вернётся в программу на один выпуск «звёздного» сезона.
5 марта 2015 года на телеканале «Пятница!» состоялась премьера программы «Битва салонов», где Жанна Бадоева была ведущей 1 и 2 сезонов.
В начале сентября 2015 года Жанна Бадоева представила на телеканале «Пятница!» свою программу «#ЖаннаПожени». Основной идеей передачи является замысел телеведущей показать людям различные свадьбы, которые она организовывает лично в разных уголках планеты. В настоящее время проект завершён.
В 2016 году снималась в программе «Опасные гастроли».
В 2017 году Жанна Бадоева являлась ведущей авторского проекта «ЖаннаПомоги» на телеканале «Пятница!». В своей программе она приходит на помощь девушкам, которые стесняются своей внешности и предпочитают интернет-знакомства свиданиям в реальности.
В 2018 году была одной из соведущих программы «Орёл и решка. Россия» на телеканале «Пятница!».
С февраля 2019 года является автором и ведущей программы «Жизнь других» на Первом канале.
В декабре 2023 года стала ведущей детского шоу талантов «Лучше всех!» (до февраля 2022 года её вёл Максим Галкин, который был позже признан «иноагентом» по решению Минюста РФ). Премьера обновлённой версии шоу «Лучше всех!» состоялась 17 декабря 2023 года.

### Коллекция обуви
17 октября 2016 года представила дебютную коллекцию обуви ZHANNA BADOEVA совместно с итальянским дизайнером Эрнесто Эспозито. В 2017 году открылся интернет-магазин по продаже обуви.

## Личная жизнь
- 1-й муж (1996—1998) — Игорь Кураченко. Сын от первого брака — Борис Кураченко.
- 2-й муж (2003—2012) — однокурсник Алан Бадоев (род. 10 января 1981 года), украинский режиссёр, клипмейкер и продюсер. Дочь от второго брака — Лолита Бадоева[16][17].
- 3-й муж (с 2014 года) — Василий Мельничин, бизнесмен. Проживает и работает в Италии[18].

С 2013 года Жанна Бадоева вместе с детьми живёт в Италии.

## Телепроекты
- «Орёл и решка» («Интер», «Пятница!») — ведущая (1-3, 10 сезоны).
- «МастерШеф» (СТБ) — член жюри проекта (2 сезон).
- «Битва салонов» («Пятница!») — ведущая.
- «#ЖаннаПожени» («Пятница!») — ведущая.
- «Опасные гастроли» («Пятница!») — ведущая.
- «ЖаннаПомоги» («Пятница!») — ведущая.
- «Жизнь других» («Первый канал») — ведущая.
- «Две звезды. Отцы и дети» («Первый канал») — соведущая.
- «Лучше всех» («Первый канал») — ведущая (с 17 декабря 2023).

## Санкции
7 января 2023 года, на фоне вторжения России на Украину, внесена в санкционный список Украины лиц, которые «публично призывают к агрессивной войне, оправдывают и признают законной вооруженную агрессию РФ против Украины, временную оккупацию территории Украины». Предполагается блокировка активов на территории страны, приостановка выполнения экономических и финансовых обязательств, прекращение культурных обменов и сотрудничества, лишение украинских госнаград.